# Val Kilmer

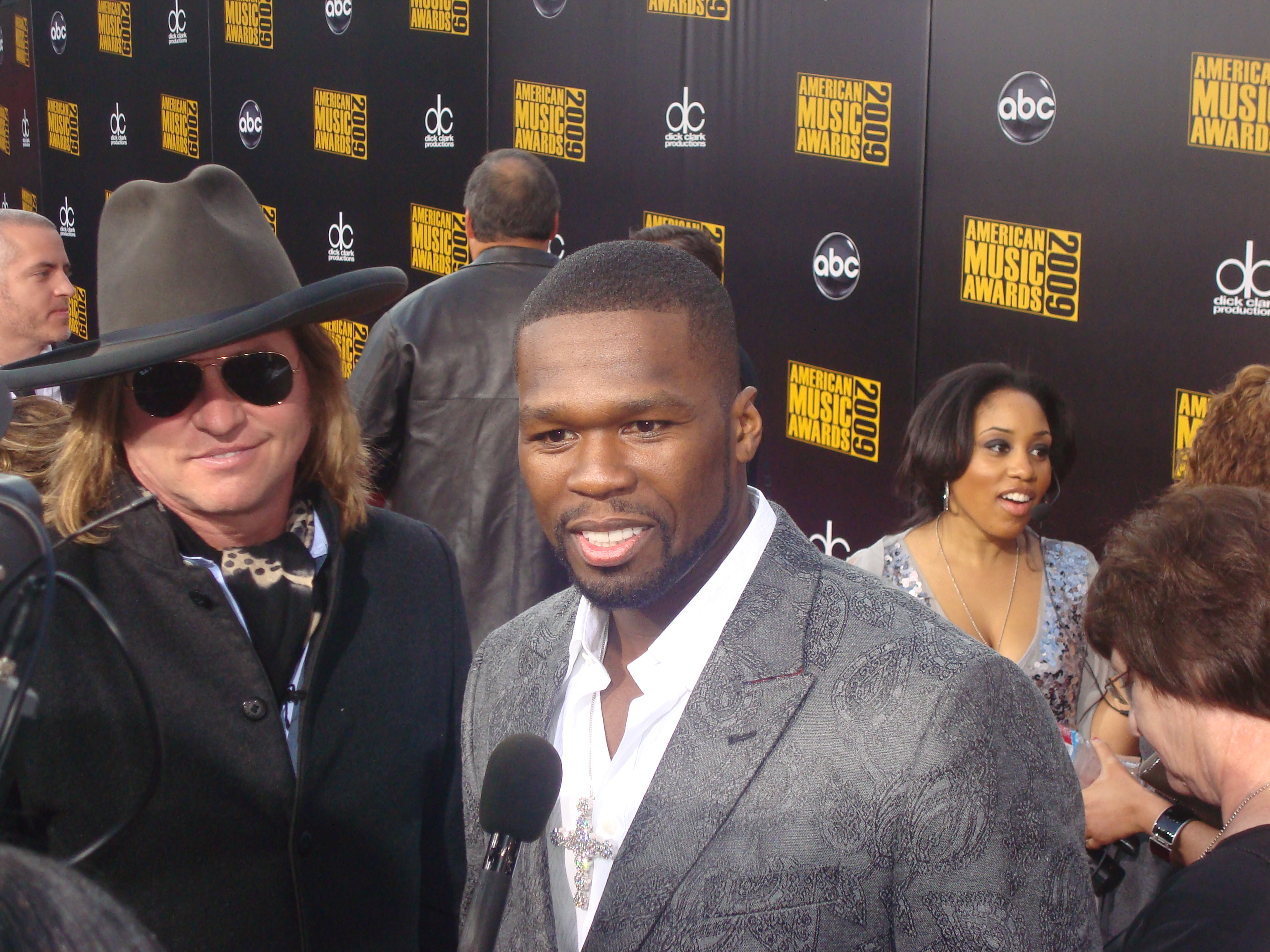
Val Kilmer cu 50 Cent

Val Edward Kilmer (n. 31 decembrie 1959, Los Angeles, California, SUA – d. 1 aprilie 2025, Los Angeles, California, SUA) a fost un actor american. Original actor de scenă, Kilmer a devenit popular la mijlocul anilor 1980 după apariții în filme de comedie ca Top Secret! (1984), filmul cult Real Genius (1984) sau filme de acțiune cum ar fi Top Gun și Willow.
În anii 1990 Kilmer a devenit apreciat și de către critici după o serie de filme de succes și din punct de vedere comercial. A jucat rolul lui Jim Morrison în The Doors, Doc Hollyday în Tombstone din 1993, Batman în Batman Forever din 1995, Chris Shiherlis în Obsesia tot din 1995 și Simon Templar în The Saint (1997). La începutul anilor 2000 Kilmer a avut din nou roluri importante în The Salton Sea, Spartan și roluri secundare în Kiss Kiss Bang Bang și Alexander fiind și vocea lui KITT în Knight Rider.

## Filmografie
| An        | Film                                     | Rol                              | Note |
| --------- | ---------------------------------------- | -------------------------------- | --- |
| 1977      | The Deep                                 | Bit Part                         | Film Debut necreditat |
| 1977      | The Spy Who Loved Me                     | Bit Part                         | necreditat |
| 1979      | Apocalipsul acum                         | Bit Part                         | necreditat |
| 1981      | Body Heat                                | William                          | |
| 1984      | Top Secret!                              | Nick Rivers                      | |
| 1985      | Real Genius                              | Chris Knight                     | |
| 1986      | Top Gun                                  | Lt. Tom 'Iceman' Kazanski        | |
| 1986      | The Murders in the Rue Morgue            | Phillipe Huron                   | film de televiziune |
| 1987      | The Man Who Broke 1,000 Chains           | Robert Eliot Burns/Eliot Roberts | film de televiziune Premiul CableACE pentru cel mai bun actor dintr-un film sau miniserial                                                           |
| 1988      | Willow                                   | Madmartigan                      | |
| 1989      | Billy the Kid                            | William Bonney                   | |
| 1989      | Kill Me Again                            | Jack Andrews                     | |
| 1991      | The Doors                                | Jim Morrison                     | Nominalizat la – Premiul MTV Movie pentru cea mai bună interpretare - bărbat                                                                         |
| 1992      | Thunderheart                             | Ray Levoi                        | |
| 1993      | The Real McCoy                           | J.T. Barker                      | |
| 1993      | Tombstone                                | Doc Holliday                     | Bazat pe o poveste adevărată y Nominalizat la – MTV Movie Award for Most Desirable Male Nominalizat la – MTV Movie Award for Best Performance - Male |
| 1993      | True Romance                             | Mentor                           | |
| 1995      | Batman Forever                           | Bruce Wayne/Batman               | Nominalizat la – MTV Movie Award for Most Desirable Male                                                                                             |
| 1995      | Heat                                     | Chris Shiherlis                  | Nominalizat la – Saturn Award for Best Supporting Actor                                                                                              |
| 1995      | Wings of Courage                         | Jean Mermoz                      | IMAX Film |
| 1996      | Insula doctorului Moreau                 | Montgomery                       | Nominalizat la – Zmeura de Aur pentru cel mai prost actor                                                                                            |
| 1996      | The Ghost and the Darkness               | Col. John Henry Patterson        | Nominalizat la – Zmeura de Aur pentru cel mai prost actor                                                                                            |
| 1996      | Dead Girl                                | Dr. Dark                         | |
| 1997      | The Saint                                | Simon Templar                    | |
| 1998      | The Prince of Egypt                      | Moise/Dumnezeu                   | Voice-over |
| 1999      | At First Sight                           | Virgil 'Virg' Adamson            | |
| 1999      | Joe the King                             | Bob Henry                        | |
| 2000      | Pollock                                  | Willem de Kooning                | |
| 2000      | Red Planet                               | Robby Gallagher                  | |
| 2002      | The Salton Sea                           | Danny Parker / Tom Van Allen     | Limited release Prism Award for Best Performance in a Theatrical Feature Film                                                                        |
| 2002      | Hard Cash                                | FBI Agent Mark C. Cornell        | a.k.a. Run for the Money |
| 2003      | Wonderland                               | John Holmes                      | Bazat pe Wonderland Murders |
| 2003      | The Missing                              | Lt. Jim Ducharme                 | |
| 2003      | Blind Horizon                            | Frank Kavanaugh                  | |
| 2003      | Masked and Anonymous                     | Animal Wrangler                  | |
| 2004      | Entourage                                | The Sherpa                       | Episodul: "The Script and the Sherpa" |
| 2004      | Spartan                                  | Robert Scott                     | |
| 2004      | Stateside                                | Staff Sergeant Skeer             | |
| 2004      | Alexander                                | Filip al II-lea al Macedoniei    | |
| 2004      | George and the Dragon                    | El Cabillo                       | necreditat |
| 2005      | Mindhunters                              | Jake Harris                      | |
| 2005      | Kiss Kiss Bang Bang                      | Perry Van Shrike/"Gay Perry"     | Satellite Award for Best Supporting Actor - Motion Picture Nominalizat la– Saturn Award for Best Supporting Actor                                    |
| 2006      | Summer Love                              | The Wanted Man                   | a.k.a. Dead Man's Bounty |
| 2006      | Moscow Zero                              | Andrey                           | |
| 2006      | 10th & Wolf                              | Murtha                           | |
| 2006      | Played                                   | Dillon                           | |
| 2006      | Déjà Vu                                  | Agent Andrew Pryzwarra           | |
| 2006      | The Ten Commandments: The Musical        | Moise                            | |
| 2007      | Have Dreams, Will Travel                 | Henderson                        | |
| 2007      | Numb3rs                                  | Mason Lancer                     | Episodul: "Trust Metric" |
| 2008      | Comanche Moon                            | Inish Scull                      | miniserial TV bazat pe carte |
| 2008      | Knight Rider                             | vocea lui KITT                   | film de televiziune bazat pe serialul TV din anii 1980                                                                                               |
| 2008      | Conspiracy                               | MacPherson                       | direct-pe-video |
| 2008      | Felon                                    | John Smith                       | |
| 2008      | Delgo                                    | Bogardus                         | doar voce |
| 2008      | 2:22                                     | Maz                              | |
| 2008      | Columbus Day                             | John                             | |
| 2008      | The Love Guru                            | Himself                          | necreditat |
| 2008      | XIII                                     | La Mangouste                     | bazat pe cartea belgiană XIII |
| 2008–2009 | Knight Rider                             | vocea lui KITT                   | serial TV batat pe filmul din 2008 |
| 2009      | The Chaos Experiment                     | James Pettis                     | a.k.a. The Steam Experiment |
| 2009      | Streets of Blood                         | Detectivul Andy Devereaux        | |
| 2009      | American Cowslip                         | Todd Inglebrink                  | |
| 2009      | The Thaw                                 | Dr. David Kruipen                | |
| 2009      | Bad Lieutenant: Port of Call New Orleans | Stevie Pruit                     | |
| 2009      | Hardwired                                | Virgil                           | |
| 2009      | Fake Identity                            | Nick                             | a.k.a. Double Identity |
| 2010      | The Traveler                             | The Stranger/Mr. Nobody          | |
| 2010      | Bloodworth                               | Warren Bloodworth                | |
| 2010      | MacGruber                                | Dieter Von Cunth                 | |
| 2010      | Tales of an Ancient Empire               | Rollo                            | |
| 2010      | Gun                                      | Angel                            | |
| 2011      | Kill the Irishman                        | Joe Manditski                    | |
| 2011      | Blood Out                                | Arturo                           | |
| 2011      | 5 Days of August                         | Jurnalistul olandez              | |
| 2011      | Twixt Now and Sunrise                    | Hall Baltimore                   | |